# 부천고가교
부천고가교(富川高架橋)는 인천광역시 남동구 장수동과 인천광역시 계양구 서운동을 연결하는 수도권제1순환고속도로 상의 다리로, 길이는 7,754m이다.
이 교량은 대한민국에서 고속도로 교량으로는 인천대교 다음으로 두 번째로 길고, 서해대교보다도 긴 길이를 가지고 있다. 2010년 12월 13일, 중동 나들목 인근 고가 하부에서 발생한 유조차 화재 사고로 인하여 임시로 폐쇄된 후 2011년 3월 15일에 다시 복구되었다. 통행량이 많아 항상 도로 위가 혼잡한 상태이다. 고속도로 교량 중 개별적인 교량 자산가치 5067억원으로 7303억원인 서해대교에 이어 두 번째다.

## 2010년 화재
2010년 12월 13일 밤에 화재가 발생하였다. 이 사고의 원인은 도로 밑 불법 주차장에서 경유를 넣던 유조차 기사의 실수에 의한 것으로 드러났다. 경찰은 유조차 운전기사 송씨가 모터펌프를 이용해 경유를 차량 연료통에 넣던 중 모터에서 스파크가 생겨 1차로 컨테이너에서 불이 난 뒤 유조차로 옮겨 붙은 사실을 파악했다. 이 화재로 유조차 근처에 있던 차량 37대가 전소됐고, 7m위 고가도로인 수도권제1순환고속도로와 도로를 지탱하는 대들보가 상당수 손상돼 교통이 통제되었다. 경찰에 따르면 이 화재로 200억 여원에 달하는 재산피해가 발생한 것으로 추정되었다. 해당 화재로 인해 교량의 하부구조가 취약해져 복원에 3개월이 걸렸으며, 2280억여원에 이르는 경제적 손실을 가져왔다.